# Leuctra kumanskii
Leuctra kumanskii är en bäcksländeart som beskrevs av Braasch och Joost 1977. Leuctra kumanskii ingår i släktet Leuctra och familjen smalbäcksländor. Inga underarter finns listade i Catalogue of Life.